# Phaulothamnus spinescens
Phaulothamnus es un género monotípico de fanerógamas con  una especie de árboles y arbustos pertenecientes a la familia Achatocarpaceae. Su única especie: Phaulothamnus spinescens A.Gray 1885, se distribuye por Norteamérica.

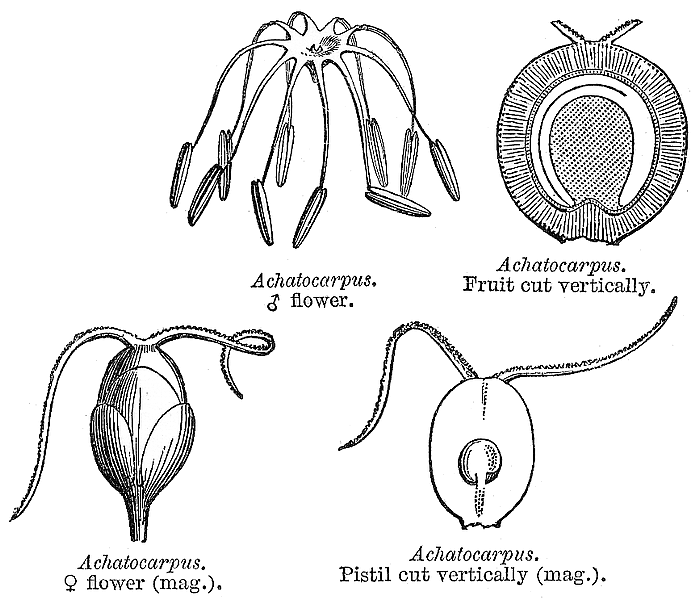

## Descripción
Es una planta erecta y glabra que alcanza los 2,5 m de altura. Las hojas son sésiles o pecioladas, con una lámina de 35 × 12 mm, y pecíolo ± 1 mm. Las flores de color amarillo-verde. El fruto en forma de bayas de color gris-transparente a blanco, teñido de verde, con semillas negras, rugosas de 1-2 mm y visible a través de pared del fruto.
Phaulothamnus spinescens, esta dispersa en el sur de Texas y llanuras adyacentes de México. Debido a que las semillas son de color negro y fácilmente visibles en los frutos translúcidos, los frutos dan la apariencia de un ojo pequeño, de ahí el nombre común de ojos de serpientes.

## Distribución y hábitat
La floración se produce en verano-otoño; con los frutos de otoño-invierno. Se encuentra en la arena arcillosa de los suelos entre los matorrales, y zonas boscosas, hasta una altitud de 200 metros, en Texas, México (Baja California, Nuevo León, Sonora, Tamaulipas)

## Taxonomía
Phaulothamnus spinescens fue descrita por  Asa Gray y publicado en Proceedings of the American Academy of Arts and Sciences 20: 294. 1885.